# Pfarrkirche Hallein-Rehhof

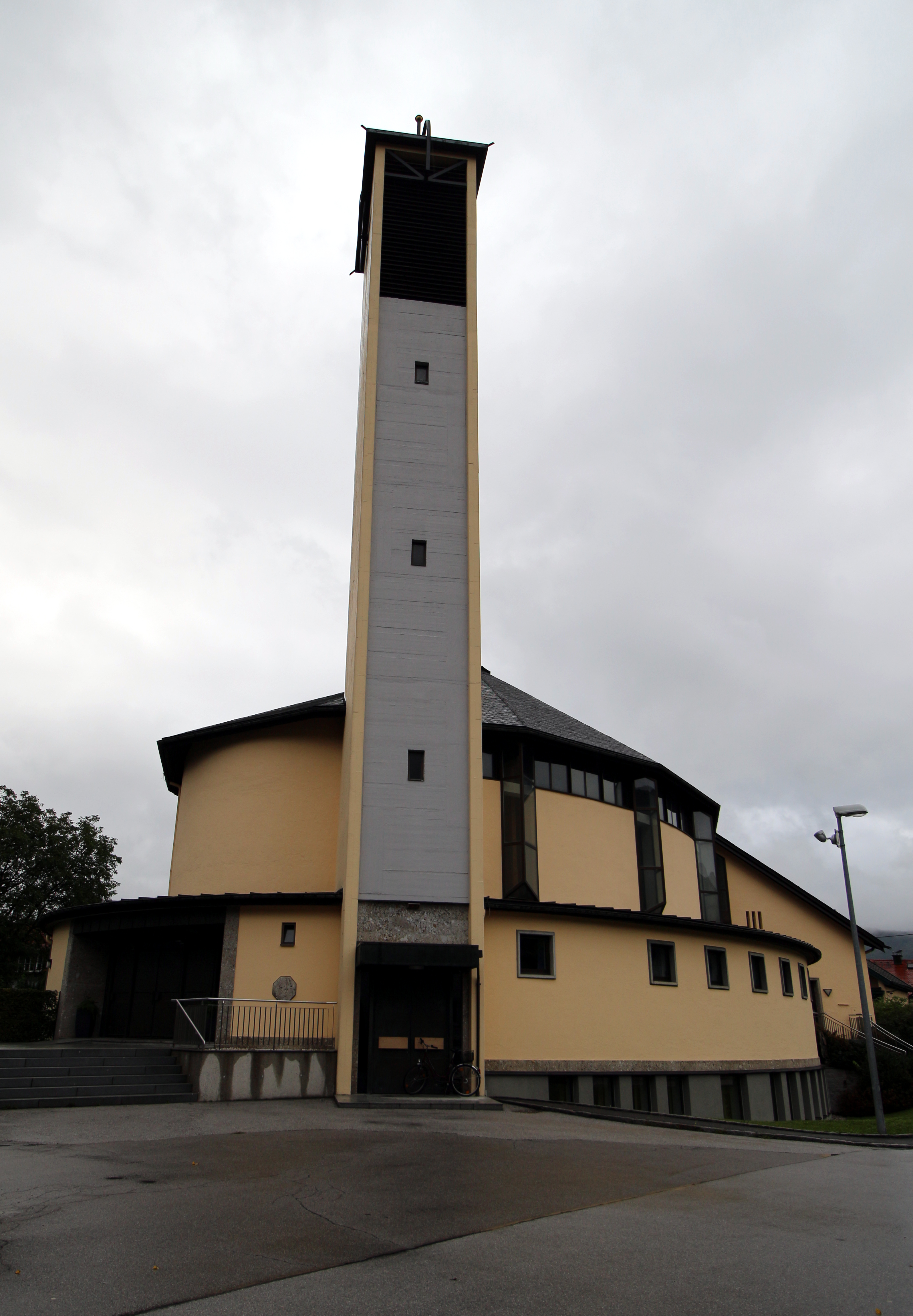
Frontansicht der Pfarrkirche Hallein-Rehhof.

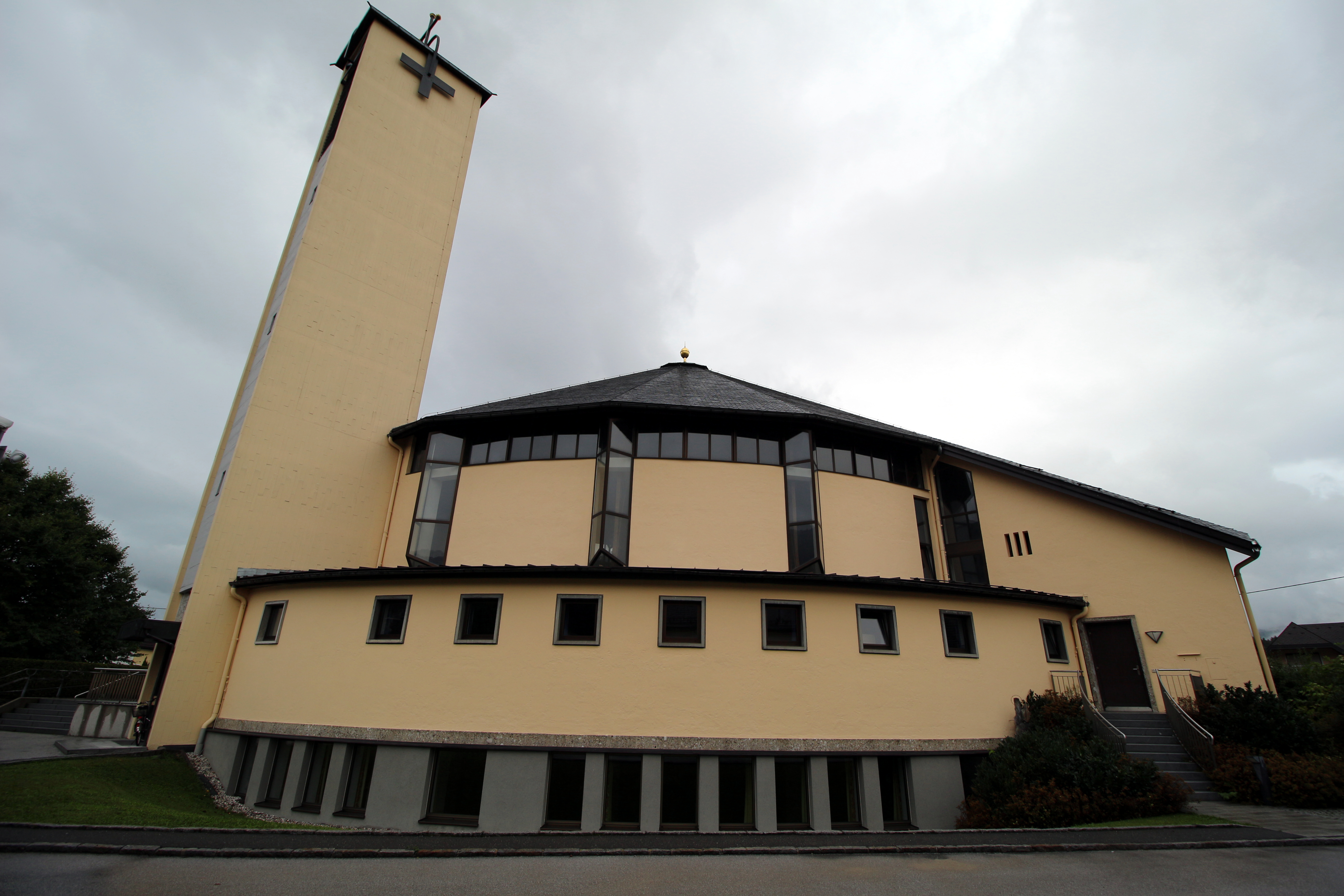
Seitenansicht der Pfarrkirche.

Die römisch-katholische Pfarrkirche Hallein-Rehhof steht an der Kirchenstraße Ecke Tuvalstraße in der Siedlung Rehhof in der Stadtgemeinde Hallein im Bezirk Hallein im Land Salzburg. Die Pfarrkirche Unserer Lieben Frau Königin des Weltalls gehört zum Pfarrverband Hallein im Dekanat Hallein in der Erzdiözese Salzburg.

## Geschichte
Im Jahr 1951 wurden die ersten Häuser der Rehhofsiedlung errichtet. 1955 wurde in Rehhof eine Seelsorgestelle eingerichtet. Die Heilige Messe wurde bis 1967 in einer Notkirche im heutigen Pfarrhof und bis 1988 im heutigen Pfarrsaal gefeiert. 1965 erfolgte mit Erzbischof Andreas Rohracher die Grundsteinlegung für den Kirchenbau. 1970 wurde ein Pfarrkindergarten begonnen. 1977 wurde der erste Pfarrgemeinderat gewählt. 1979 wurde die Pfarrbücherei eröffnet. 1981 wurde dem Kirchturm ein Kreuz nach einem Entwurf des Architekten Clemens Holzmeister aufgesetzt. 1981 wurde bei der Kirche eine Spielwiese mit einem Fußballplatz eröffnet. 1982 wurde mit Chorleiter Renato Liberda ein Kirchenchor gegründet. 1986 wurde mit dem Ausbau der Kirche nach den Plänen des Architekten Dietrich aus München begonnen. Die Kirche wurde 1988 geweiht, die Glocken 1989, beides mit Erzbischof Karl Berg. 1998 wurde die neue Orgel mit Dechant Richard Schwarzenauer geweiht. 2008/2009 erfolgte eine Generalsanierung der Kirche und des Pfarrzentrums, 2010 wurde der Turm saniert. 2013 wurde mit Erzbischof Alois Kothgasser das Jubiläum-25-Jahre-Kirchweihe gefeiert.

## Architektur
Die freistehende Kirche mit einem Turm unter einem Kegeldach beinhaltet auch das Pfarrzentrum mit einem Kindergarten und einer Bücherei.

## Ausstattung
- Das Geläut mit Friedensglocke, Marienglocke, Gedächtnisglocke beinhaltet eine alte große Glocke aus dem Jahre 1762.